# Cele mai atractive orașe din România
Această listă reprezintă un clasament al "atractivității" în rândul primelor 50 de orașe din România, realizat de revista Capital pentru anul 2006:

## Lista
| Poziție | Oraș                  | Scor |
| ------- | --------------------- | ---- |
| 0       | București             | 7,60 |
| 1       | Timișoara             | 7,25 |
| 2       | Constanța             | 7,10 |
| 3       | Sibiu                 | 6,65 |
| 4       | Brașov                | 6,58 |
| 5       | Oradea                | 6,50 |
| 6       | Arad                  | 6,25 |
| 7       | Cluj-Napoca           | 6,25 |
| 8       | Turda                 | 6,05 |
| 9       | Ploiești              | 6,03 |
| 10      | Pitești               | 5,95 |
| 11      | Suceava               | 5,87 |
| 12      | Târgu Mureș           | 5,80 |
| 13      | Satu Mare             | 5,59 |
| 14      | Bistrița              | 5,43 |
| 15      | Galați                | 5,28 |
| 16      | Iași                  | 5,25 |
| 17      | Craiova               | 5,10 |
| 18      | Mediaș                | 5,08 |
| 19      | Bacău                 | 5,00 |
| 20      | Medgidia              | 4,95 |
| 21      | Zalău                 | 4,92 |
| 22      | Râmnicu Vâlcea        | 4,88 |
| 23      | Alba Iulia            | 4,87 |
| 24      | Reșița                | 4,85 |
| 25      | Giurgiu               | 4,83 |
| 26      | Slatina               | 4,80 |
| 27      | Târgoviște            | 4,78 |
| 28      | Brăila                | 4,77 |
| 29      | Baia Mare             | 4,75 |
| 30      | Botoșani              | 4,60 |
| 30      | Sfântu Gheorghe       | 4,60 |
| 32      | Tulcea                | 4,57 |
| 33      | Hunedoara             | 4,48 |
| 33      | Roman                 | 4,48 |
| 35      | Buzău                 | 4,47 |
| 36      | Deva                  | 4,45 |
| 36      | Piatra Neamț          | 4,45 |
| 36      | Lugoj                 | 4,45 |
| 39      | Petroșani             | 4,42 |
| 40      | Alexandria            | 4,35 |
| 41      | Pașcani               | 4,22 |
| 42      | Drobeta Turnu-Severin | 4,12 |
| 43      | Călărași              | 4,10 |
| 43      | Tecuci                | 4,10 |
| 45      | Târgu Jiu             | 4,05 |
| 46      | Focșani               | 3,90 |
| 47      | Slobozia              | 3,80 |
| 48      | Onești                | 3,75 |
| 49      | Vaslui                | 3,25 |
| 50      | Bârlad                | 3,15 |

## Criterii
Criteriile folosite în cadrul analizei au fost:
- accesul la infrastructura de transport (aeroport, autostradă, drum european reabilitat, cale ferată principală)
- accesul la comerț modern (hipermarket, cash&carry, mall)
- accesul la educație, la cultură (teatru, operă și filarmonică, cinematograf)
- situația economică (salariul mediu, rata șomajului, investițiile străine per capita)
- prețurile din imobiliare
- gradul de poluare (a aerului, apei și solului)
- accesul la munte și mare
- accesul la manifestări sportive
- existența unei grădini zoologice
- rata criminalității
- distanța până la granița cu UE.

Fiecare factor a primit în media finală o pondere între 5% și 15%.